# Nick Anderson (Basketballspieler)
Nelison „Nick“ Anderson (* 20. Januar 1968 in Chicago, Illinois) ist ein ehemaliger US-amerikanischer Basketballspieler, der zwischen 1989 und 2002 in der NBA aktiv war.

## NBA
Anderson wurde im NBA-Draft 1989 von den neugegründeten Orlando Magic an elfter Stelle ausgewählt. Er spielte zehn Jahre für die Magic und erreichte mit diesen an der Seite von Shaquille O’Neal und Penny Hardaway das NBA-Finale 1995, in dem man sich den Houston Rockets geschlagen geben musste.
Zur tragischen Figur wurde Anderson, als er in den letzten Minuten des ersten Finalspieles vier Freiwürfe in Folge vergab und somit das Spiel aus der Hand gab. Die nächsten drei Spiele verloren die Magic ebenfalls. Sein bestes Spiel hatte er am 23. April 1993 gegen die New Jersey Nets. Von der Bank kommend erzielte der Swingman 50 Punkte. Die Saison 1992/93 war auch seine persönlich beste, als er 19,9 Punkte, 6,0 Rebounds und 3,4 Assists pro Spiel erzielte.
1999 verließ er die Magic als erfolgreichster Punktesammler der Teamgeschichte und wurde zu den Sacramento Kings transferiert. Nach zwei Jahren bei den Kings wechselte Anderson zu den Memphis Grizzlies, bei denen er jedoch nur noch selten zum Einsatz kam.
Danach beendete er 2002 seine Karriere und arbeitete später für die Orlando Magic sowie als Kommentator der Magic-Spiele für Fox Sports Networks.